# Psalenoba nunciaeformis
Psalenoba nunciaeformis är en spindeldjursart som beskrevs av Roewer 1931. Psalenoba nunciaeformis ingår i släktet Psalenoba och familjen Triaenonychidae. Inga underarter finns listade i Catalogue of Life.